# 科哈里的瑪麗亞·安東妮亞
科哈里的瑪麗亞·安東妮亞（匈牙利語：Koháry Mária Antónia，1797年7月2日—1862年9月25日），匈牙利貴族，科哈里家族的成員。

## 家庭
1815年，瑪麗亞·安東妮亞和薩克森-科堡-哥達的斐迪南結婚，兩人共有3子1女：
1. 斐迪南（1816年—1885年）
2. 奧古斯特（1818年—1881年）
3. 維多利亞（1822年—1857年）
4. 利奧波德（英语：Prince Leopold of Saxe-Coburg and Gotha）（1824年—1884年）